# جولة باد العالمية
جولة باد العالمية (بالإنجليزية: Bad World Tour)‏ هي أول جولة موسيقية عالمية منفردة للمغني الأمريكي مايكل جاكسون تدعيما لألبومه باد.

انطلقت الجولة في 12 سبتمبر 1987 إلى حدود 27 يناير 1989. وقد شملت 123 عرض، أقيمت 58 حفلة في أمريكا الشمالية، 41 في أوروبا، 23 في آسيا وخمس عروض في أستراليا.

تواصلت الحفلات لمدة 16 شهرا، وكان مجموع الجماهير يقدر ب4.4 مليون شخص من مختلف 15 بلد.
الجولة كلها مدعومة من طرف بيبسي وقد انقسمت حفلات الجولة إلى مرحلتين، الفترة الأولى سنة 1987 شملت 19 عرض في اليابان وأستراليا وانتهت في 28 سبتمبر من العام نفسه، أما الفترة الثانية فقد شملت 104 عرض في عدة دول وتميزت هذه الفترة بتغيير في قائمة الأغاني.

## قائمة الأغاني

### في الفترة الأولى: 1987
- Wanna Be Startin' Somethinu
- Things I Do For Yo
- Off the Wall
- Human Nature
- Heartbreak Hotel
- She's Out of My Life
- Motown Medley : I Want You Back, The Love You Save, I'll Be There
- Rock with You
- Lovely One
- Workin' Day And Night
- Beat It
- Billie Jean
- Shake Your Body (Down to the Ground)
- Thriller
- I Just Can't Stop Loving You
- Bad

### في الفترة الثانية: 1988-1989
- Wanna Be Startin' Somethin
- Man in the Mirror